# Torneo Apertura 2012 (Venezuela)
El Torneo Apertura de la Primera División Venezolana 2012-13 es el primero de los dos torneos de la temporada 2012-13 de la primera división venezolana de fútbol.

## Aspectos generales

### Modalidad
El torneo se juega con el formato todos contra todos en una rueda de 17 fechas, en los que participan dieciocho equipos. El campeón será el que sume más puntos durante las 17 fechas. Los campeones de los dos torneos (Apertura y Clausura) se enfrentan en una final a partidos de ida y vuelta para definir al Campeón Nacional quien se lleva el título de liga es decir, la estrella de la temporada. La clasificación a la Copa Libertadores de América corresponde al ganador del Torneo Apertura.

### Información de los equipos
| Club                                          | Ciudad         | Entrenador         | Estadio                   | Temp. | Campeón  |
| --------------------------------------------- | -------------- | ------------------ | ------------------------- | ----- | -------- |
| Deportivo Lara                                | Cabudare       | Eduardo Saragó     | Metropolitano de Cabudare | 6     | 1 vez    |
| Aragua Fútbol Club                            | Maracay        | Raúl Cavalleri     | Hermanos Ghersi           | 8     | —        |
| Atlético Venezuela Club de Fútbol             | Caracas        | José Hernández     | Brígido Iriarte           | 2     | —        |
| Caracas Fútbol Club                           | Caracas        | Ceferino Bencomo   | Olímpico de la UCV        | 29    | 11 veces |
| Club Deportivo Mineros de Guayana             | Ciudad Guayana | Carlos Maldonado   | Cachamay                  | 31    | 1 vez    |
| Deportivo Anzoátegui Sport Club               | Puerto La Cruz | Daniel Farías      | José Antonio Anzoátegui   | 6     | —        |
| Deportivo Petare Fútbol Club                  | Caracas        | Manuel Plasencia   | Olímpico de la UCV        | 50    | 5 veces  |
| Deportivo Táchira Fútbol Club                 | San Cristóbal  | Laureano Jaimes    | Pueblo Nuevo              | 40    | 7 veces  |
| Estudiantes de Mérida Fútbol Club             | Mérida         | José de Jesús Vera | Metropolitano de Mérida   | 41    | 2 veces  |
| Llaneros de Guanare Fútbol Club               | Guanare        | Miguel Acosta Jr.  | Rafael Calles Pinto       | 14    | —        |
| Monagas Sport Club                            | Maturín        | Eduardo Borrero    | Monumental de Maturín     | 19    | —        |
| Portuguesa Fútbol Club                        | Araure         | Carlos Núñez       | José Antonio Páez         | 28    | 5 veces  |
| Real Esppor Club                              | Caracas        | Charles López      | Brígido Iriarte           | 4     | —        |
| Trujillanos Fútbol Club                       | Valera         | Pedro Vera         | José Alberto Pérez        | 22    | —        |
| Unión Atlético El Vigía Fútbol Club           | El Vigía       | Ramón Hernández    | Ramón Hernández           | 14    | —        |
| Yaracuyanos Fútbol Club                       | San Felipe     | Alí Cañas          | Florentino Oropeza        | 4     | —        |
| Zamora Fútbol Club                            | Barinas        | Noel Sanvicente    | Agustín Tovar             | 28    | —        |
| Zulia Fútbol Club                             | Maracaibo      | Alex García        | José Encarnación Romero   | 5     | —        |
| Datos actualizados el 5 de noviembre de 2012. |                |                    |                           |       |          |

## Clasificación de equipos
|                                                |     | Equipos de fútbol     |  | PJ | G  | E | P  | GF | GC | Dif | Pts |
| ---------------------------------------------- | --- | --------------------- |  | -- | -- | - | -- | -- | -- | --- | --- |
|                                                | 1.  | Deportivo Anzoátegui  |  | 17 | 12 | 3 | 2  | 31 | 18 | 13  | 39  |
|                                                | 2.  | Caracas F. C.         |  | 17 | 12 | 2 | 3  | 25 | 10 | 15  | 38  |
|                                                | 3.  | Zamora F. C.          |  | 17 | 9  | 4 | 4  | 26 | 15 | 11  | 31  |
|                                                | 4.  | Deportivo Lara        |  | 17 | 9  | 4 | 4  | 24 | 17 | 7   | 31  |
|                                                | 5.  | Mineros de Guayana    |  | 17 | 9  | 2 | 6  | 22 | 23 | -1  | 29  |
|                                                | 6.  | Trujillanos F. C.     |  | 17 | 8  | 3 | 6  | 28 | 21 | 7   | 27  |
|                                                | 7.  | Llaneros de Guanare   |  | 17 | 7  | 4 | 6  | 29 | 26 | 3   | 25  |
|                                                | 8.  | Deportivo Petare      |  | 17 | 7  | 3 | 7  | 24 | 23 | 1   | 24  |
|                                                | 9.  | Aragua F. C.          |  | 17 | 6  | 5 | 6  | 24 | 24 | 0   | 23  |
|                                                | 10. | Atlético Venezuela    |  | 17 | 5  | 6 | 6  | 21 | 19 | 2   | 21  |
|                                                | 11. | Deportivo Táchira     |  | 17 | 6  | 3 | 8  | 25 | 26 | -1  | 24  |
|                                                | 12. | Zulia F. C.           |  | 17 | 6  | 3 | 8  | 20 | 24 | -4  | 24  |
|                                                | 13. | Portuguesa F. C.      |  | 17 | 6  | 3 | 8  | 17 | 21 | -4  | 21  |
|                                                | 14. | Atlético El Vigía     |  | 17 | 5  | 3 | 9  | 18 | 25 | -7  | 18  |
|                                                | 15. | Yaracuyanos F. C.     |  | 17 | 5  | 3 | 9  | 11 | 18 | -7  | 18  |
|                                                | 16. | Real Esppor           |  | 17 | 5  | 2 | 10 | 19 | 28 | -9  | 17  |
|                                                | 17. | Monagas S.C.          |  | 17 | 4  | 3 | 10 | 18 | 31 | -13 | 15  |
|                                                | 18. | Estudiantes de Mérida |  | 17 | 0  | 8 | 9  | 11 | 24 | -13 | 8   |
| Datos actualizados al: 9 de diciembre de 2012. |     |                       |  |    |    |   |    |    |    |     |     |

Pts = Puntos; PJ = Partidos jugados; G = Partidos ganados; E = Partidos empatados; P = Partidos perdidos; GF = Goles anotados; GC = Goles recibidos; Dif = Diferencia de goles
|  | Clasificado a la fase de grupos de la Copa Libertadores 2014 por haber salido campeón del Torneo Apertura. |

### Evolución de la clasificación
| Equipo / Jornada      | 1  | 2  | 3  | 4  | 5  | 6  | 7  | 8  | 9  | 10 | 11 | 12 | 13 | 14 | 15 | 16 | 17 |
| --------------------- | -- | -- | -- | -- | -- | -- | -- | -- | -- | -- | -- | -- | -- | -- | -- | -- | -- |
| Deportivo Anzoátegui  | 4  | 1  | 1  | 2  | 1  | 1  | 1  | 1  | 1  | 1  | 1  | 1  | 1  | 1  | 1  | 1  | 1  |
| Caracas F. C.         | 7  | 5  | 4  | 3  | 2  | 3  | 2  | 2  | 2  | 2  | 2  | 2  | 3  | 2  | 2  | 2  | 2  |
| Zamora F. C.          | 12 | 16 | 12 | 14 | 10 | 9  | 5  | 7  | 4  | 5  | 6  | 5  | 5  | 4  | 4  | 4  | 3  |
| Deportivo Lara        | 14 | 8  | 7  | 7  | 5  | 2  | 6  | 4  | 5  | 3  | 3  | 3  | 2  | 3  | 3  | 3  | 4  |
| Mineros de Guayana    | 18 | 18 | 13 | 10 | 7  | 6  | 4  | 3  | 3  | 4  | 4  | 4  | 4  | 5  | 6  | 5  | 5  |
| Trujillanos F. C.     | 6  | 4  | 2  | 4  | 3  | 4  | 3  | 5  | 8  | 9  | 9  | 8  | 9  | 7  | 5  | 7  | 6  |
| Llaneros de Guanare   | 5  | 2  | 3  | 1  | 4  | 7  | 7  | 10 | 10 | 8  | 5  | 6  | 7  | 9  | 7  | 6  | 7  |
| Deportivo Petare      | 1  | 3  | 5  | 5  | 6  | 5  | 8  | 6  | 6  | 6  | 7  | 9  | 6  | 8  | 10 | 10 | 8  |
| Aragua F. C.          | 3  | 9  | 11 | 8  | 11 | 13 | 12 | 12 | 11 | 10 | 10 | 7  | 8  | 6  | 8  | 8  | 9  |
| Atlético Venezuela    | 11 | 10 | 14 | 15 | 15 | 15 | 14 | 14 | 16 | 14 | 16 | 15 | 16 | 16 | 13 | 12 | 10 |
| Deportivo Táchira     | 15 | 12 | 8  | 6  | 9  | 8  | 9  | 8  | 9  | 11 | 11 | 11 | 13 | 15 | 9  | 9  | 11 |
| Zulia F. C.           | 8  | 6  | 6  | 9  | 12 | 10 | 11 | 11 | 13 | 12 | 12 | 13 | 14 | 11 | 11 | 11 | 12 |
| Portuguesa F. C.      | 16 | 17 | 17 | 17 | 17 | 18 | 16 | 16 | 14 | 15 | 17 | 14 | 12 | 10 | 12 | 14 | 13 |
| Atlético El Vigía     | 13 | 11 | 9  | 12 | 13 | 14 | 15 | 15 | 18 | 16 | 14 | 16 | 15 | 14 | 16 | 13 | 14 |
| Yaracuyanos F. C.     | 2  | 7  | 10 | 13 | 14 | 12 | 10 | 9  | 7  | 7  | 8  | 10 | 10 | 12 | 14 | 15 | 15 |
| Real Esppor           | 10 | 13 | 15 | 11 | 8  | 11 | 13 | 13 | 12 | 13 | 13 | 12 | 11 | 13 | 15 | 16 | 16 |
| Monagas S. C.         | 17 | 15 | 18 | 18 | 18 | 16 | 17 | 17 | 15 | 17 | 15 | 17 | 17 | 17 | 17 | 17 | 17 |
| Estudiantes de Mérida | 9  | 14 | 16 | 16 | 16 | 17 | 18 | 18 | 17 | 18 | 18 | 18 | 18 | 18 | 18 | 18 | 18 |

## Resultados
| Portuguesa FC      | 1:2 | Trujillanos FC        | José Antonio Páez             | 11 de agosto | 03:30 p. m. | Meridiano TV   |
| Real Esppor        | 1:1 | Estudiantes de Mérida | Brígido Iriarte               | 11 de agosto | 03:00 p. m. | --             |
| Monagas SC         | 0:2 | Yaracuyanos FC        | Monumental de Maturín         | 11 de agosto | 05:00 p. m. | --             |
| Deportivo Lara     | 1:2 | Deportivo Anzoátegui  | metropolitano de Cabudare     | 11 de agosto | 06:00 p. m. | DirecTV / Tves |
| Atlético El Vigía  | 1:2 | Aragua FC             | Ramón Hernandez               | 12 de agosto | 04:00 p. m. | --             |
| Zulia FC           | 1:0 | Atlético Venezuela    | José Encarnación Romero       | 12 de agosto | 03:30 p. m. | DirecTV        |
| Deportivo Táchira  | 1:2 | Llaneros de Guanare   | Polideportivo de Pueblo Nuevo | 12 de agosto | 04:00 p. m. | --             |
| Caracas FC         | 1:0 | Zamora FC             | Olímpico de la UCV            | 12 de agosto | 05:00 p. m. | Meridiano TV   |
| Mineros de Guayana | 1:3 | Deportivo Petare      | CTE Cachamay                  | 14 de agosto | 07:00 p. m. | --             |

| Atlético Venezuela    | 0:0 | Atlético El Vigía  | Brígido Iriarte         | 18 de agosto | 03:30 p. m. | --             |
| Aragua FC             | 0:2 | Caracas FC         | Hermanos Ghersi         | 19 de agosto | 06:00 p. m. | DirecTV / Tves |
| Zamora FC             | 0:3 | Deportivo Lara     | Agustín Tovar           | 19 de agosto | 04:00 p. m. | DirecTV/ Tves  |
| Deportivo Anzoátegui  | 5:1 | Portuguesa FC      | José Antonio Anzoátegui | 19 de agosto | 05:00 p. m. | --             |
| Zulia FC              | 2:0 | Monagas SC         | José Encarnación Romero | 19 de agosto | 03:30 p. m. | --             |
| Yaracuyanos FC        | 0:0 | Deportivo Táchira  | Florentino Oropeza      | 19 de agosto | 05:00 p. m. | Meridiano TV   |
| Llaneros de Guanare   | 4:0 | Mineros de Guayana | Rafael Calles Pinto     | 19 de agosto | 04:00 p. m. | --             |
| Deportivo Petare      | 3:1 | Real Esppor        | Olímpico de la UCV      | 19 de agosto | 04:00 p. m. | --             |
| Estudiantes de Mérida | 0:2 | Trujillanos FC     | Metropolitano de Mérida | 19 de agosto | 04:00 p. m. | --             |

| Real Esppor          | 0:0 | Llaneros de Guanare   | Brígido Iriarte               | 25 de agosto | 05:00 p. m. | --            |
| Mineros de Guayana   | 1:0 | Yaracuyanos FC        | CTE Cachamay                  | 25 de agosto | 06:00 p. m. | Meridiano TV  |
| Portuguesa FC        | 1:3 | Zamora FC             | José Antonio Páez             | 26 de agosto | 03:00 p. m. | DirecTV/ Tves |
| Deportivo Lara       | 0:0 | Aragua FC             | Metropolitano de Cabudare     | 26 de agosto | 05:00 p. m. | --            |
| Caracas FC           | 0:0 | Atlético Venezuela    | Olímpico de la UCV            | 26 de agosto | 05:00 p. m. | DirecTV       |
| Atlético El Vigía    | 2:0 | Zulia FC              | Ramón Hernandez               | 26 de agosto | 04:00 p. m. | --            |
| Deportivo Anzoátegui | 2:1 | Estudiantes de Mérida | José Antonio Anzoátegui       | 26 de agosto | 05:00 p. m. | Meridiano TV  |
| Trujillanos FC       | 3:0 | Deportivo Petare      | José Alberto Pérez            | 26 de agosto | 04:00 p. m. | --            |
| Deportivo Táchira    | 3:0 | Monagas SC            | Polideportivo de Pueblo Nuevo | 26 de agosto | 04:00 p. m. | --            |

| Atlético Venezuela  | 1:2 | Deportivo Lara        | Brígido Iriarte         | 2 de septiembre | 04:00 p. m. | --             |
| Zulia FC            | 0:2 | Caracas FC            | José Encarnación Romero | 2 de septiembre | 03:30 p. m. | Meridiano TV   |
| Aragua FC           | 2:0 | Portuguesa FC         | Hermanos Ghersi         | 2 de septiembre | 06:00 p. m. | --             |
| Zamora FC           | 1:1 | Deportivo Anzoátegui  | Agustín Tovar           | 2 de septiembre | 06:00 p. m. | --             |
| Atlético El Vigía   | 3:4 | Deportivo Táchira     | Ramón Hernandez         | 2 de septiembre | 04:00 p. m. | --             |
| Yaracuyanos FC      | 2:3 | Real Esppor           | Florentino Oropeza      | 2 de septiembre | 04:00 p. m. | DirecTV / Tves |
| Llaneros de Guanare | 3:0 | Trujillanos FC        | Rafael Calles Pinto     | 2 de septiembre | 04:00 p. m. | --             |
| Deportivo Petare    | 1:0 | Estudiantes de Mérida | Olímpico de la UCV      | 2 de septiembre | 04:00 p. m. | DirecTV / Tves |
| Monagas SC          | 0:2 | Mineros de Guayana    | Monumental de Maturín   | 4 de septiembre | 07:00 p. m. | --             |

| Real Esppor           | 2:1 | Monagas SC          | Brígido Iriarte           | 8 de septiembre | 03:00 p. m. | DirecTV      |
| Mineros de Guayana    | 2:1 | Deportivo Táchira   | CTE Cachamay              | 8 de septiembre | 06:00 p. m. | DirecTV      |
| Deportivo Anzoátegui  | 2:1 | Aragua FC           | José Antonio Anzoátegui   | 8 de septiembre | 06:00 p. m. | Meridiano TV |
| Portuguesa FC         | 0:0 | Atlético Venezuela  | José Antonio Páez         | 9 de septiembre | 03:00 p. m. | --           |
| Deportivo Lara        | 3:2 | Zulia FC            | Metropolitano de Cabudare | 9 de septiembre | 05:00 p. m. | --           |
| Caracas FC            | 1:0 | Atlético El Vigía   | Olímpico de la UCV        | 9 de septiembre | 04:00 p. m. | Meridiano TV |
| Zamora FC             | 2:0 | Deportivo Petare    | Agustín Tovar             | 9 de septiembre | 05:00 p. m. | --           |
| Estudiantes de Mérida | 2:2 | Llaneros de Guanare | Metropolitano de Mérida   | 9 de septiembre | 05:00 p. m. | --           |
| Trujillanos FC        | 2:0 | Yaracuyanos FC      | José Alberto Pérez        | 9 de septiembre | 04:00 p. m. | --           |

| Caracas FC          | 0:1 | Mineros de Guayana    | Olímpico de la UCV            | 14 de septiembre | 07:30 p. m. | DirecTV / Tves   |
| Atlético Venezuela  | 0:0 | Deportivo Anzoátegui  | Brígido Iriarte               | 16 de septiembre | 04:00 p. m. | DirecTV          |
| Atlético El Vigía   | 0:1 | Deportivo Lara        | Ramón Hernández               | 16 de septiembre | 04:00 p. m. | --               |
| Zulia FC            | 1:0 | Portuguesa FC         | José Encarnación Romero       | 16 de septiembre | 03:30 p. m. | --               |
| Aragua FC           | 0:3 | Zamora FC             | Hermanos Ghersi               | 16 de septiembre | 06:00 p. m. | --               |
| Deportivo Táchira   | 3:0 | Real Esppor           | Polideportivo de Pueblo Nuevo | 16 de septiembre | 05:00 p. m. | Meridiano TV     |
| Monagas SC          | 2:1 | Trujillanos FC        | Monumental de Maturín         | 16 de septiembre | 05:00 p. m. | --               |
| Yaracuyanos FC      | 1:0 | Estudiantes de Mérida | Florentino Oropeza            | 16 de septiembre | 04:00 p. m. | --               |
| Llaneros de Guanare | 1:3 | Deportivo Petare      | Farid Richa                   | 17 de septiembre | 03:00 p. m. | A puerta cerrada |

| Real Esppor           | 1:2 | Mineros de Guayana  | Brígido Iriarte           | 22 de septiembre | 03:30 p. m. | DirecTV / Tves |
| Estudiantes de Mérida | 0:0 | Monagas SC          | Metropolitano de Mérida   | 22 de septiembre | 06:00 p. m. | Meridiano TV   |
| Zamora FC             | 3:1 | Atlético Venezuela  | Agustín Tovar             | 23 de septiembre | 06:00 p. m. | --             |
| Deportivo Anzoátegui  | 3:1 | Zulia FC            | José Antonio Anzoátegui   | 23 de septiembre | 05:00 p. m. | --             |
| Portuguesa FC         | 4:1 | Atlético El Vigía   | José Antonio Páez         | 23 de septiembre | 03:00 p. m. | --             |
| Deportivo Lara        | 1:2 | Caracas FC          | Metropolitano de Cabudare | 23 de septiembre | 05:00 p. m. | DirecTV / Tves |
| Aragua FC             | 1:1 | Llaneros de Guanare | Hermanos Ghersi           | 23 de septiembre | 06:00 p. m. | --             |
| Deportivo Petare      | 0:1 | Yaracuyanos FC      | Olímpico de la UCV        | 23 de septiembre | 04:00 p. m. | --             |
| Trujillanos FC        | 3:1 | Deportivo Táchira   | José Alberto Pérez        | 23 de septiembre | 05:00 p. m. | Meridiano TV   |

| Real Esppor        | 0:1 | Deportivo Lara        | Brígido Iriarte               | 29 de septiembre | 03:30 p. m. | Meridiano TV   |
| Mineros de Guayana | 2:0 | Trujillanos FC        | CTE Cachamay                  | 30 de septiembre | 06:00 p. m. | DirecTV        |
| Atlético Venezuela | 1:1 | Aragua FC             | Brígido Iriarte               | 30 de septiembre | 04:00 p. m. | --             |
| Caracas FC         | 1:0 | Portuguesa FC         | Olímpico de la UCV            | 30 de septiembre | 05:00 p. m. | Meridiano TV   |
| Atlético El Vigía  | 1:3 | Deportivo Anzoátegui  | Ramón Hernández               | 30 de septiembre | 04:00 p. m. | --             |
| Zulia FC           | 0:0 | Zamora FC             | José Encarnación Romero       | 30 de septiembre | 03:30 p. m. | --             |
| Deportivo Táchira  | 1:0 | Estudiantes de Mérida | Polideportivo de Pueblo Nuevo | 30 de septiembre | 04:00 p. m. | DirecTV / Tves |
| Monagas SC         | 1:2 | Deportivo Petare      | Monumental de Maturín         | 30 de septiembre | 05:00 p. m. | --             |
| Yaracuyanos FC     | 1:0 | Llaneros de Guanare   | Florentino Oropeza            | 30 de septiembre | 04:00 p. m. | --             |

| Aragua FC             | 1:0 | Zulia FC           | Hermanos Ghersi         | 14 de octubre  | 06:00 p. m. | --             |
| Zamora FC             | 2:1 | Atlético El Vigía  | Agustín Tovar           | 14 de octubre  | 06:00 p. m. | --             |
| Portuguesa FC         | 1:0 | Deportivo Lara     | José Antonio Páez       | 14 de octubre  | 03:00 p. m. | --             |
| Yaracuyanos FC        | 2:1 | Atlético Venezuela | Florentino Oropeza      | 14 de octubre  | 04:00 p. m. | --             |
| Llaneros de Guanare   | 2:3 | Monagas SC         | Rafael Calles Pinto     | 14 de octubre  | 04:00 p. m. | --             |
| Deportivo Petare      | 1:1 | Deportivo Táchira  | Olímpico de la UCV      | 14 de octubre  | 04:00 p. m. | DirecTV        |
| Estudiantes de Mérida | 2:2 | Mineros de Guayana | Metropolitano de Mérida | 14 de octubre  | 05:00 p. m. | --             |
| Trujillanos FC        | 0:3 | Real Esppor        | José Alberto Pérez      | 14 de octubre  | 04:00 p. m. | --             |
| Deportivo Anzoátegui  | 1:0 | Caracas FC         | José Antonio Anzoátegui | 7 de noviembre | 07:00 p. m. | DirecTV / Tves |

| Caracas FC            | 3:0 | Real Esppor         | Olímpico de la UCV      | 21 de octubre | 04:00 p. m. | Meridiano TV/Tves |
| Atlético El Vigía     | 3:1 | Mineros de Guayana  | Ramón Hernández         | 21 de octubre | 04:00 p. m. | --                |
| Zulia FC              | 3:2 | Deportivo Táchira   | José Encarnación Romero | 21 de octubre | 03:30 p. m. | --                |
| Atlético Venezuela    | 4:1 | Monagas SC          | Brígido Iriarte         | 21 de octubre | 04:00 p. m. | --                |
| Deportivo Lara        | 1:0 | Trujillanos         | Florentino Oropeza      | 21 de octubre | 06:00 p. m. | A puerta cerrada  |
| Aragua FC             | 3:1 | Yaracuyanos FC      | Hermanos Ghersi         | 21 de octubre | 06:00 p. m. | --                |
| Zamora FC             | 0:2 | Llaneros de Guanare | Agustín Tovar           | 21 de octubre | 06:00 p. m. | --                |
| Deportivo Anzoátegui  | 2:0 | Deportivo Petare    | José Antonio Anzoátegui | 21 de octubre | 05:00 p. m. | DirecTV           |
| Estudiantes de Mérida | 0:0 | Portuguesa FC       | Metropolitano de Mérida | 21 de octubre | 03:00 p. m. | A puerta cerrada  |

| Real Esppor           | 1:2 | Atlético El Vigía    | Brígido Iriarte               | 27 de octubre | 03:00 p. m. | DirecTV        |
| Mineros de Guayana    | 3:1 | Zulia FC             | CTE Cachamay                  | 27 de octubre | 06:00 p. m. | DirecTV / Tves |
| Deportivo Táchira     | 0:3 | Atlético Venezuela   | Polideportivo de Pueblo Nuevo | 28 de octubre | 04:00 p. m. | --             |
| Monagas SC            | 2:1 | Aragua FC            | Monumental de Maturín         | 28 de octubre | 05:00 p. m. | --             |
| Trujillanos FC        | 0:0 | Caracas FC           | José Alberto Pérez            | 28 de octubre | 04:00 p. m. | --             |
| Llaneros de Guanare   | 2:0 | Deportivo Anzoátegui | Rafael Calles Pinto           | 28 de octubre | 04:00 p. m. | --             |
| Deportivo Petare      | 0:0 | Portuguesa FC        | Olímpico de la UCV            | 28 de octubre | 04:00 p. m. | Tves           |
| Yaracuyanos FC        | 0:0 | Zamora FC            | Florentino Oropeza            | 28 de octubre | 05:00 p. m. | Meridiano TV   |
| Estudiantes de Mérida | 0:1 | Deportivo Lara       | Metropolitano de Mérida       | 28 de octubre | 05:00 p. m. | --             |

| Aragua FC            | 2:1 | Deportivo Táchira     | Hermanos Ghersi           | 3 de noviembre | 06:00 p. m. | --             |
| Zulia FC             | 1:2 | Real Esppor           | José Encarnación Romero   | 4 de noviembre | 03:30 p. m. | --             |
| Atlético Venezuela   | 1:0 | Mineros de Guayana    | Brígido Iriarte           | 4 de noviembre | 03:00 p. m. | Tves           |
| Zamora FC            | 2:0 | Monagas SC            | Agustín Tovar             | 4 de noviembre | 06:00 p. m. | --             |
| Atlético El Vigía    | 1:1 | Trujillanos FC        | Ramón Hernández           | 4 de noviembre | 04:00 p. m. | --             |
| Deportivo Anzoátegui | 2:0 | Yaracuyanos FC        | José Antonio Anzoátegui   | 4 de noviembre | 07:30 p. m. | Meridiano TV   |
| Portuguesa FC        | 3:1 | Llaneros de Guanare   | José Antonio Páez         | 4 de noviembre | 03:00 p. m. | --             |
| Deportivo Lara       | 3:2 | Deportivo Petare      | Metropolitano de Cabudare | 4 de noviembre | 05:00 p. m. | DirecTV / Tves |
| Caracas FC           | 1:0 | Estudiantes de Mérida | Olímpico de la UCV        | 4 de noviembre | 05:00 p. m. | DirecTV        |

| Real Esppor           | 2:1 | Atlético Venezuela   | Brígido Iriarte         | 10 de noviembre | 03:00 p. m. | --               |
| Mineros de Guayana    | 1:1 | Aragua FC            | CTE Cachamay            | 11 de noviembre | 05:00 p. m. | --               |
| Monagas SC            | 2:2 | Deportivo Anzoátegui | Monumental de Maturín   | 11 de noviembre | 05:00 p. m. | --               |
| Trujillanos FC        | 1:1 | Zulia FC             | José Alberto Pérez      | 11 de noviembre | 04:00 p. m. | --               |
| Yaracuyanos FC        | 0:1 | Portuguesa FC        | Florentino Oropeza      | 11 de noviembre | 04:00 p. m. | --               |
| Llaneros de Guanare   | 3:3 | Deportivo Lara       | Rafael Calles Pinto     | 11 de noviembre | 04:00 p. m. | DirecTV          |
| Deportivo Petare      | 4:1 | Caracas FC           | Olímpico de la UCV      | 11 de noviembre | 04:00 p. m. | DirecTV / Tves   |
| Estudiantes de Mérida | 0:0 | Atlético El Vigía    | Metropolitano de Mérida | 11 de noviembre | 05:00 p. m. | --               |
| Deportivo Táchira     | 2:0 | Zamora FC            | Rafael Calles Pinto     | 21 de noviembre | 07:00 p. m. | A Puerta Cerrada |

| Zulia FC             | 3:1 | Estudiantes de Mérida | José Encarnación Romero   | 17 de noviembre | 03:30 p. m. | --           |
| Aragua FC            | 3:1 | Real Esppor           | Hermanos Ghersi           | 17 de noviembre | 07:30 p. m. | --           |
| Zamora FC            | 3:0 | Mineros de Guayana    | Agustín Tovar             | 18 de noviembre | 06:00 p. m. | --           |
| Deportivo Anzoátegui | 3:2 | Deportivo Táchira     | José Antonio Anzoátegui   | 18 de noviembre | 05:00 p. m. | DirecTV      |
| Portuguesa FC        | 2:0 | Monagas SC            | José Antonio Páez         | 18 de noviembre | 03:00 p. m. | --           |
| Atlético Venezuela   | 0:4 | Trujillanos FC        | Brígido Iriarte           | 18 de noviembre | 03:00 p. m. | Tves         |
| Deportivo Lara       | 1:0 | Yaracuyanos FC        | Metropolitano de Cabudare | 18 de noviembre | 05:00 p. m. | DirecTV      |
| Caracas FC           | 4:1 | Llaneros de Guanare   | Olímpico de la UCV        | 18 de noviembre | 05:00 p. m. | Meridiano TV |
| Atlético El Vigía    | 1:0 | Deportivo Petare      | Ramón Hernández           | 18 de noviembre | 03:00 p. m. | --           |

| Real Esppor           | 1:2 | Zamora FC            | Brígido Iriarte               | 24 de noviembre | 03:00 p. m. | Tves             |
| Mineros de Guayana    | 0:2 | Deportivo Anzoátegui | CTE Cachamay                  | 25 de noviembre | 06:00 p. m. | DirecTV          |
| Deportivo Táchira     | 2:1 | Portuguesa FC        | Polideportivo de Pueblo Nuevo | 25 de noviembre | 04:00 p. m. | A puerta cerrada |
| Monagas SC            | 2:2 | Deportivo Lara       | Monumental de Maturín         | 25 de noviembre | 05:00 p. m. | --               |
| Trujillanos FC        | 2:1 | Aragua FC            | José Alberto Pérez            | 25 de noviembre | 04:00 p. m. | --               |
| Yaracuyanos FC        | 0:2 | Caracas FC           | Florentino Oropeza            | 25 de noviembre | 04:00 p. m. | Meridiano TV     |
| Llaneros de Guanare   | 2:1 | Atlético El Vigía    | Rafael Calles Pinto           | 25 de noviembre | 04:00 p. m. | --               |
| Deportivo Petare      | 1:2 | Zulia FC             | Olímpico de la UCV            | 25 de noviembre | 04:00 p. m. | --               |
| Estudiantes de Mérida | 1:4 | Atlético Venezuela   | Metropolitano de Mérida       | 25 de noviembre | 05:00 p. m. | --               |

| Deportivo Anzoátegui | 1:0 | Real Esppor           | José Antonio Anzoátegui   | 2 de diciembre | 05:00 p. m. | DirecTV / Tves |
| Portuguesa FC        | 0:2 | Mineros de Guayana    | José Antonio Páez         | 2 de diciembre | 03:00 p. m. | --             |
| Deportivo Lara       | 0:0 | Deportivo Táchira     | Metropolitano de Cabudare | 2 de diciembre | 05:00 p. m. | --             |
| Caracas FC           | 2:1 | Monagas SC            | Olímpico de la UCV        | 2 de diciembre | 05:00 p. m. | Meridiano TV   |
| Zamora FC            | 5:2 | Trujillanos FC        | Agustín Tovar             | 2 de diciembre | 06:00 p. m. | --             |
| Atlético El Vigía    | 1:0 | Yaracuyanos FC        | Ramón Hernández           | 2 de diciembre | 04:00 p. m. | --             |
| Zulia FC             | 1:2 | Llaneros de Guanare   | José Encarnación Romero   | 2 de diciembre | 03:30 p. m. | --             |
| Atlético Venezuela   | 1:1 | Deportivo Petare      | Brígido Iriarte           | 2 de diciembre | 03:30 p. m. | --             |
| Aragua FC            | 3:3 | Estudiantes de Mérida | Hermanos Ghersi           | 2 de diciembre | 06:00 p. m. | --             |

| Real Esppor           | 1:2 | Portuguesa FC        | Brígido Iriarte               | 8 de diciembre | 03:00 p. m. | --             |
| Mineros de Guayana    | 2:1 | Deportivo Lara       | CTE Cachamay                  | 9 de diciembre | 05:00 p. m. | --             |
| Deportivo Táchira     | 1:3 | Caracas FC           | Polideportivo de Pueblo Nuevo | 9 de diciembre | 04:00 p. m. | DirecTV / Tves |
| Monagas SC            | 3:0 | Atlético El Vigía    | Monumental de Maturín         | 9 de diciembre | 05:00 p. m. | --             |
| Trujillanos FC        | 5:0 | Deportivo Anzoátegui | José Alberto Pérez            | 9 de diciembre | 04:00 p. m. | --             |
| Yaracuyanos FC        | 1:1 | Zulia FC             | Florentino Oropeza            | 9 de diciembre | 04:00 p. m. | --             |
| Llaneros de Guanare   | 1:3 | Atlético Venezuela   | Rafael Calles Pinto           | 9 de diciembre | 04:00 p. m. | --             |
| Deportivo Petare      | 3:2 | Aragua FC            | Olímpico de la UCV            | 9 de diciembre | 04:00 p. m. | --             |
| Estudiantes de Mérida | 0:0 | Zamora FC            | Metropolitano de Mérida       | 9 de diciembre | 05:00 p. m. | --             |

- Debido a los incidentes ocasionados en el Polideportivo de Pueblo Nuevo en el juego entre Deportivo Táchira y Atlético Venezuela correspondiente a la jornada 11, la Federación decidió adjudicarle la victoria a Atlético Venezuela.[4]

## Goleadores
| Jugador              | Jugador               | Goles | Equipo               |
| -------------------- | --------------------- | ----- | -------------------- |
| Bandera de Venezuela | Fernando Aristeguieta | 14    | Caracas FC           |
| Bandera de Colombia  | Norman Cabrera        | 12    | Atlético El Vigía    |
| Bandera de Panamá    | Gabriel Torres        | 9     | Zamora               |
| Bandera de Venezuela | Gelmin Rivas          | 8     | Deportivo Anzoátegui |
| Bandera de Venezuela | Juan Falcón           | 8     | Zamora FC            |
| Bandera de Panamá    | Rolando Escobar       | 7     | Deportivo Anzoátegui |
| Bandera de Venezuela | Alexander Rondón      | 6     | Aragua               |
| Bandera de Colombia  | Javier Guariño        | 6     | Real Esppor          |
| Bandera de Venezuela | Héctor González       | 6     | Llaneros de Guanare  |
| Bandera de Venezuela | Rafael Castellín      | 6     | Deportivo Lara       |